# Drapeau de l'Australie-Occidentale
Le drapeau de l'Australie-Occidentale est le drapeau officiel de l'État de l'Australie-Occidentale, en Australie. Sa version actuelle a été adoptée en 1953.
Le drapeau est basé par l'addition d'un Blue Ensign avec le sceau de l'État situé dans la partie centrale du drapeau. Le sceau est un disque d'or avec un cygne noir qui regarde l'Union Jack. Le cygne noir a été pendant beaucoup de temps un symbole de l'Australie-Occidentale, en fait le nom d'origine de la Colonie était la "Colonie de la rivière du Cygne" (swan signifiant cygne en anglais) à l'endroit qui est maintenant Perth capital de l'État.

## Histoire
La première confirmation de présence européenne sur la côte occidentale de l'Australie a été faite par la  Compagnie néerlandaise des Indes orientales au début des années 1600. Pendant l'expédition en janvier 1697 à l'actuelle ville de Cottesloe, Willem de Vlamingh observa des cygnes noirs dans l'estuaire du fleuve,. Par conséquent il nomma ce lieu Swan River (Zwaanenrivier en néerlandais). Cependant, le Hollandais abandonna toute annexion de cette zone, ayant discerné de mauvaises perspectives de commerce ou de colonisation. Plus tard les Britanniques établirent des lieux de peuplement à Fremantle et Perth en juin 1829,. Ces colonies ont été nommées Colonie de la rivière Swan. Le cygne noir bientôt devient le symbole officieux du territoire. Par exemple, il a été imprimé sur les billets de banque, lesquels continuent toujours de circuler plusieurs années après l'établissement de la colonie. L'oiseau a été aussi figuré sur le journal Swan River Guardian, le premier journal de la colonie, ainsi que le numéro inaugural duTWestern Australian Government Gazette. Ces journaux ont été imprimés en 1836,. Par la suite, il a figuré sur le premier timbre émis par la colonie en 1854.

drapeau utilisé de 1870 à 1953.

Un Décret en Conseil a été promulgué le 17 août 1869, informant les gouverneurs coloniaux Britannique de hisser l'enseigne britannique avec les armoiries ou le sceau du territoire. Le 3 janvier de l'année suivante,Frederick Weld gouverneur d'Australie-Occidentale, propose une conception avec le sceau affichant un cygne noir sur fond jaune,. Son raisonnement pour ce croquis était que la couleur ""à ses débuts, il était généralement connu sous le nom de colonie de la rivière Swan, et le cygne noir est représenté sur son sceau, et a toujours été considéré comme son insigne spécial, ou connaissance"."  La conception a été officiellement confirmée dans un dépêche en date du 27 novembre 1875 par son successeur William Cleaver Francis Robinson. Il a été retenu comme drapeau du nouvel État d'Australie-Occidentale après la fédération de l'Australie en 1901.
Des représentants du College of Arms de Londres ont noté en 1936 que la direction du cygne n'était pas à sa place. La convention vexillologique dicte que tous les objets sur un drapeau doivent faire face au mât,, qui est le "point d'honneur". Cependant, rien n'a été fait pour remédier à cette irrégularité jusqu'à la préparation de la visite royale en 1954. La question a été portée devant le Parlement d'Australie-Occidentale et la direction du cygne a été corrigée le 3 novembre 1953.

## Pavillon antérieur
Le premier drapeau  a été adopté en 1870 et était quasi similaire au drapeau  l'Australie-Occidentale. L'unique différence est que le cygne regardait dans la direction opposée de l'Union Jack. La direction du cygne a été changée pour se conformer aux directives vexillologiques que les animaux sur les drapeaux doivent faire face au mât.

## Proposition d'un nouveau drapeau
Depuis le début du XXIe siècle un mouvement a pris de l'ampleur pour changer le drapeau d'État d'Australie-Occidentale qui représente mieux la population de l'État.
Le drapeau proposé est similaire au drapeau des territoires du Nord et de la capitale australienne bien qu'utilisant les couleurs noire et dorée (couleurs de l'État) avec un cygne noir. Ce drapeau est utilisé par plusieurs groupes de personnes qui soutiennent la mesure de changement de drapeau.
Pendant les célébrations d'anniversaire de l'Australie-Occidentale en 2004, cette proposition a été portée ensemble avec le drapeau officiel de l'État et le drapeau Australien comme hommage au Parlement de l'État à Perth,.

Drapeau proposé pour l'Australie-Occidentale,.

## Variants
| Variant flag | Usage                                                                   |
| ------------ | ----------------------------------------------------------------------- |
|              | Gouverneur d'Australie-Occidentale                                      |
|              | Drapeau sécessionniste "Sécessionnisme en Australie-Occidentale" (1934) |
|              | Conception alternative par Brendan Jones,, le directeur Ausflag (en).   |